# Willem II van Boxtel
Willem II van Boxtel (? - 1334) was heer van Boxtel en Grevenbroek.
Hij wordt tegenwoordig beschouwd als de zoon van Willem I van Boxtel en Justina van Diepenbeek, hoewel vroegere auteurs hem meestal omschreven als zoon van Rutger van Cuijk en Elisabeth Willems van Boxtel.
Op 7 november 1290 huwde hij Maria van Diest, een zuster van Jan III van Diest, die bisschop was van Utrecht. Hun kinderen waren:
1. Elisabeth van Boxtel, die Jan van Pietersheim huwde en later Willem van den Bossche, die heer was van Erp.
2. Willem III van Boxtel
3. Arnoldus van Boxtel, proost van het kapittel van Arnhem.
4. Hendrik van Boxtel, was enkele jaren heer van Boxtel, kanunnik te Oldenzaal, kanunnik van de Sint-Gereonskerk te Keulen en de Sint-Servaaskerk te Maastricht. Later trad hij uit en werd heer van Gansoyen.
5. Gerard van Boxtel, kanunnik te Münster

Reeds in 1281 was hij al leenman van de Hertog Jan I van Brabant. Daarom streed hij aan de zijde van Brabant mee in de Slag bij Woeringen die plaatsvond in 1288.
Op 28 maart 1290 schonk hij het patronaatsrecht van de parochie Zonderwijk aan de Abdij van Floreffe. In 1311 was hij een van de getuigen bij het huwelijk van Reinoud II van Gelre en Sophia Berthout van Mechelen. In 1330 kocht hij nog goederen in de omgeving van Heusden.
Willem II stierf in 1334 of niet lang daarna, en werd als heer van Boxtel opgevolgd door zijn zoon Hendrik van Boxtel, die vermoedelijk gedurende een interimperiode deze functie uitoefende.